# Менгерс, Сью
Сью Менгерс (англ. Sue Mengers; 2 сентября 1932 — 15 октября 2011) — агент по поиску талантов эпохи «Нового Голливуда». Получила известность как представитель многих кинозвёзд середины 1960-х — начала 1980-х годов.

## Ранние годы
Родилась в Гамбурге в в еврейской семье Джорджа и Рут Менгерс. Год рождения точно не установлен. В 1938 году вместе с родителями прибыла из Антверпена в Нью-Йорк на корабле SS Koenigstein. Ни один из её родителей не говорил по-английски. Семья поселилась в Ютике, штат Нью-Йорк, где Джордж Менгерс стал коммивояжёром. После самоубийства отца в отеле на Таймс-сквер Сью с матерью переехали в Бронкс, где Рут нашла работу бухгалтера.

## Карьера
В 1955 году начала работать секретарём на ресепшене в компании MCA. Некоторое время работала секретарём в агентстве по подбору актёров Baum & Newborn. Со временем она была принята секретарём в агентство William Morris — центр развивающейся телевизионной индустрии, где она оставалась до 1963 года, когда бывший коллега из Baum & Newborn, Том Корман, открыл собственное агентство и взял её в качестве агента по поиску талантов.
Её первым крупным достижением стала актриса Джули Харрис, которая прежде работала в основном на сцене. К удивлению Менгерс, Харрис хотела поучаствовать в телесериале «Бонанза». Менгерс связалась с продюсером, который распорядился написать эпизод специально для Харрис. Затем Менгерс представляла Энтони Перкинса, который не работал в Соединённых Штатах со времён «Психо» . Она связалась с продюсером Рэем Старком и получила для Перкинса роль в фильме режиссёра Рене Клемана «Горит ли Париж?» (1966).
В конце 1960-х годов перешла в агентство Creative Management Associates (CMA), небольшое агентство, принадлежащее продюсеру Фредди Филдсу. Среди клиентов CMA были Пол Ньюман, Стив Маккуин и Роберт Редфорд. Хорошо знавший Менгерс Оливер Стоун пишет о ней:
Сью, неизменно демонстрируя свою грубоватую нью-йоркскую манеру, предпринимала социальный эксперимент: быть настолько скандальной, чтобы вызвать реакцию своих гостей, а равно и случайных посторонних, которых она периодически приглашала. Она следила за тем, как мы реагируем, будто бы мы были рыбками в аквариуме. Она была королевой, суперагентом того времени. За ее столом собирались Стрейзанд, Джон Питерс, Райан О’Нил, Кэндис Берген, Эли Макгроу, Голди Хоун и Курт Рассел, Рэй и Венди Старки, молодой Робин Уильямс, Нил Саймон, Уолтер Маттау, Гор Видал и другие.
В 1974 году CMA объединилось с агентством Марвина Джозефсона (IFA); две компании образовали агентство International Creative Management (ICM). В то время Менгерс представляла таких известных актёров, как: Кэндис Берген, Питер Богданович, Майкл Кейна, Дайан Кэннон, Шер, Джоан Коллинз, Брайан Де Пальма, Фэй Данауэй, Боб Фосс, Джин Хэкман, Сидни Люмет, Али Макгроу, Стив Маккуин, Майк Никола, Ник Нолти, Татум О’Нил, Райан О’Нил, Берт Рейнольдс, Сибилл Шеперд, Барбара Стрейзанд, Гор Видал, Тьюсдей Уэлд и другие. В 1988 году Мендерс ненадолго вернулась в агентство William Morris (1988—1990).

## Личная жизнь
5 мая 1973 года Менгерс вышла замуж за бельгийского писателя и режиссёра Жан-Клода Трамона. Подружкой на свадьбе была Барбра Стрейзанд.

## Смерть
Менгерс умерла 15 октября 2011 года от пневмонии в своём доме в Беверли-Хиллз. Некролог был опубликован в журнале Vanity Fair

### Комментарии
1. ↑  Фильм Альфреда Хичкока (1960).

### Сноски
1. 1 2  Internet Movie Database (англ.) — 1990.
2. ↑  http://www.nytimes.com/2011/10/17/movies/sue-mengers-hollywood-agent-dies-at-79.html
3. ↑  The New York Daily News obituary (p. 24, October 17, 2011: «Mengers claimed to be 78 [sic], but she was believed to be 81.») indicates Mengers may have been born as early as 1930.
4. 1 2 3  Cieply, Michael (16 октября 2011). Sue Mengers, Hollywood Agent, Dies at 79. The New York Times. Архивировано 17 июля 2019. Дата обращения: 11 июля 2019.
5. 1 2  Time Magazine article Архивная копия от 20 ноября 2007 на Wayback Machine, March 26, 1973; retrieved May 26, 2009.
6. ↑  Staff report (1985). Sue Mengers 1938-. Contemporary Newsmakers Gale Research Co.; ISBN 978-0-8103-2201-1
7. ↑  McBride, Joseph (1983). Filmmakers on filmmaking: The American Film Institute seminars on motion pictures and television, Volume 1. J.P. Tarcher, ISBN 978-0-87477-266-1: «Born in Germany in the mid-1930s, she left with her parents in 1939 and settled in the Bronx.»
8. ↑  Rosenfield, Paul (July 26, 1987). Power players: Hollywood’s Love-Hate Relationship With Agents. Los Angeles Times
9. ↑  Staff report (April 7, 1988). Los Angeles County. Архивировано 31 января 2013 года.Los Angeles Times
10. ↑  Biskind, Peter (2004). Gods and monsters: Thirty years of writing on film and culture from one of America’s most incisive writers Nation Books, ISBN 978-1-56025-545-1
11. ↑  United States INS — Port of New York — Manifest of Alien Passengers aboard the S.S. Koenigstein from Antwerp 13 August 1938.
12. ↑  Obituary: Sue Mengers Архивная копия от 13 ноября 2020 на Wayback Machine, Daily Telegraph, October 21, 2011
13. ↑  Kemper, Tom. «Sue Mengers.» Архивная копия от 22 октября 2017 на Wayback Machine In Immigrant Entrepreneurship: German-American Business Biographies, 1720 to the Present, vol. 5, edited by R. Daniel Wadhwani. German Historical Institute. Last modified October 10, 2013.
14. ↑  Abramowitz, p. 40.
15. ↑  Abramowitz, p. 41.
16. ↑  Abramowitz, p. 42.
17. ↑  Abramowitz, p. 43.
18. ↑  Abramowitz, pp. 44-5.
19. ↑  Стоун, 2021, с. 223.
20. ↑  Abramowitz, p. 51.
21. ↑  California Marriage Index 1960—1985, County Record #70 17446, State File #50007
22. ↑  Abramowitz, p. 50
23. ↑  Carter, Graydon (October 26, 2011). «Remembering Sue Mengers: Everybody Came to Sue’s» Архивная копия от 31 декабря 2014 на Wayback Machine Vanity Fair